# Barraca Quonset

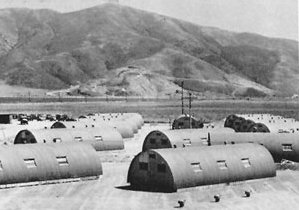
Barracas Quonset enfrente de Laguna Peak, Point Mugu, California, en 1946.

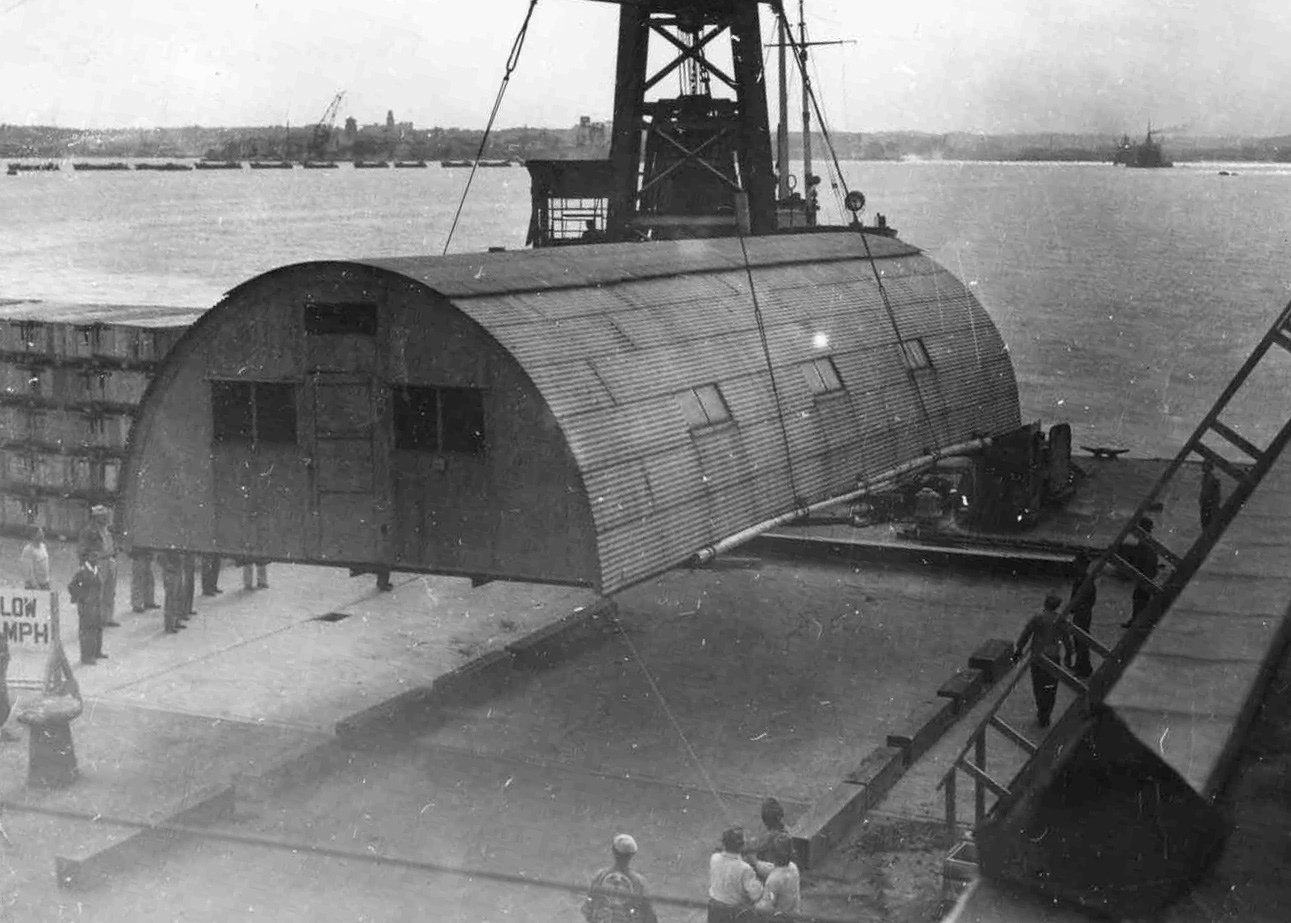
Una barraca Quonset siendo emplazada en la Base de Ingenieros 598 en Japón, durante el periodo posterior a la finalización de la Segunda Guerra Mundial.

Una barraca Quonset es una estructura prefabricada de hierro corrugado galvanizado que posee una sección semicircular. El diseño fue desarrollado en Estados Unidos, basado en la barraca Nissen desarrollada por los británicos durante la Primera Guerra Mundial. Durante la Segunda Guerra Mundial se produjeron cientos de miles y el sobrante se vendió al público. El nombre hace referencia al sitio en el cual se fabricaron las primeras en Quonset Point en el Centro del Batallón de Construcciones Navales de Davisville en Davisville, Rhode Island.

## Diseño e historia
Las barracas Quonset fueron fabricadas por numerosos contratistas independientes en diversos países del mundo, pero las primeras fueron fabricadas en 1941 cuando la Marina de Estados Unidos expresó la necesidad de contar con un edificio liviano multipropósito, que pudiera ser despachado a cualquier sitio donde fuera requerido y que pudiera ser armado por personal sin entrenamiento especial. Las barracas fueron fabricadas por la compañía de construcciones George A. Fuller, y la primera estuvo lista 60 días después de haberse firmado el contrato.
El diseño original consistía en una estructura de 5 m × 11 m con un armazón de viguetas de hierro con un radio de 2,5 m. El diseño más común fabricado medía 6 m × 15 m con un radio de 5 m, lo cual proveía una superficie cubierta de 90 m² con un alero adicional opcional de 1,2 m en cada extremo para proteger los ingresos de las inclemencias del clima. También se fabricaron de otras dimensiones, incluidos modelos para depósitos de 6 m  × 12 m y 12 m × 30 m.
Los laterales eran de chapas de hierro corrugado, y los dos extremos eran de contrachapado con puertas y ventanas. El interior se encontraba aislado térmicamente y recubierto en aglomerado de madera y piso de madera. El edificio podía asentarse sobre cemento, sobre pilotes, o directamente sobre el terreno con un piso de madera. El diseño original utilizaba chapa de hierro común, lo cual posteriormente fue reemplazado por una versión de chapas con mayor resistencia a la corrosión. El espacio interior abierto era muy flexible, permitiendo utilizar la barraca para alojar material militar, baños, enfermería y consultorios, alojamiento de tropas, y panaderías.

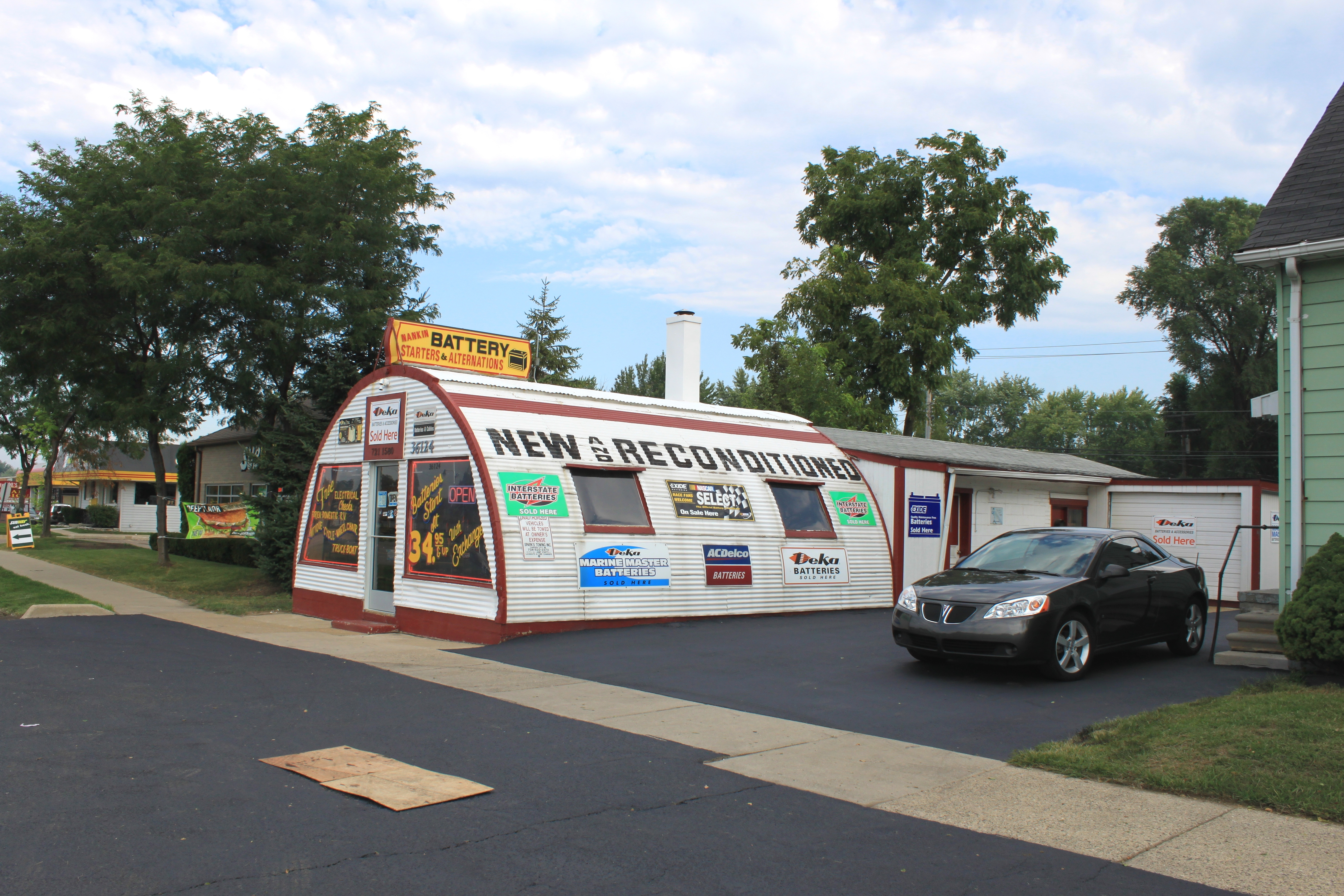
Barraca Quonset adaptada para uso comercial en Westland, Michigan.

Durante la Segunda Guerra Mundial se estima se fabricaron entre 150,000 y 170,000 barracas Quonset, y el remanente militar fue vendido al público al concluir la guerra. Muchas aún se encuentran por todo Estados Unidos siendo usadoa como depósitos, negocios, y hasta alojamientos. Muchas fueron utilizadas para proveer soluciones habitacionales después de la guerra, como por ejemplo la Rodger Young Village en Los Ángeles, California. Algunas aún se encuentran operativas en bases militares de Estados Unidos.